# Tekerőlant
A tekerőlant (tekerő, nyenyere, nyekerő, szentlélekmuzsika, kolduslant, forgólant) a vonós hangszerek működési elve alapján megszólaló zeneszerszám, melynek összes húrját egy begyantázott fakorong forgatásával hoz rezgésbe a játékos, miközben a billentyűzeten játssza a dallamot. Jellegzetes hangzását az állandóan megszólaló kísérőhúrok, burdonhúrok adják, és fontos szerepet kap a tekerőlant sajátos ritmushangja, a reccsentő hangok is.
A tekerőlant a középkorban gyakran zengett templomokban, a 18. századig főurak, úrhölgyek, arisztokraták kedvelt hangszere volt, így több neves zeneszerző – köztük Antonio Vivaldi, Leopold és Wolfgang Amadeus Mozart – írtak műveket erre a hangszerre is. A 19. században már leginkább parasztzenészek, kolduszenészek hangszerévé vált, míg napjainkban újra reneszánszát éli, szinte minden zenei műfajban.

## Elnevezése
Hívták „organistrumnak” az állandóan zengő burdonhúrok orgánumáról, volt „forgatólant” a neve, "hegedű kerékkel" főképp francia területeken, de talán legrégebbi, a „symphonia” név, ami összhangot jelent. Tekerő vagy tekerőlant néven vált ismertté Magyarországon, de a nyenyere, a nyekerő megnevezéseket is ismerték, de csúfnévnek tartották. Ezek használata komoly sértésnek számított, olyannyira, hogy a játékos a muzsikát akár abba is hagyta, ha a nyenyerézést, nyenyergészést emlegették.

## Történeti áttekintés
Története a 10. századtól ismert, az Ibériai félszigetről indulva, egész Európában elterjedt, majd 500 éven át kifejezetten egyházi hangszer volt. A tekerőlant egyik legkorábbi ábrázolása a spanyol soriai Santo Domingo templom egyik portálszobrán látható, az 1150-es évekből. A 15. századig csak egyházi zenékhez használták, majd vándormuzsikusok, koldusok használták, és szórakoztatták vele a városok, falvak népét. Főként francia területen lett népszerű a mai napig egyaránt.
Később a szegénység szimbólumává is vált, s a romantika korában Franz Schubert például Der Leiermann című dalában, amelynek zongorakísérete a tekerő hangját utánozza, a kolduló tekerős életének szomorúságait énekli meg. Ekkortájt nevezték kolduslantnak is a hangszert.
Az európai műzene évszázadok alatt egyre inkább többszólamúvá vált, a tekerőlant azonban megmaradt bourdonhangszernek, azaz dallamhangját folyamatosan zúgó kísérőhang segítette, amellyel nehezen lehetett megoldani a harmonizált zenéhez szükséges akkordváltásokat. Ezért aztán lassan kiment a divatból, míg végül a 19. századra már csak a hagyományaikhoz ragaszkodó parasztközösségek használták. Franciaország egyes vidékein például (Berry, Gascogne és Kelet-Bretagne) napjainkig fennmaradt. Ausztria tiroli részein is nyomára bukkantak (ezek a hangszerek nagyon hasonlítanak a magyar alföldi tekerőlantra), bár náluk a hagyományból már a 20. század elején kihalt. Lengyelországban és Ukrajnában a néprajzi kutatások megindulásakor már csak koldusok hangszere volt.
Magyarországon az első írásos emlék a 16. századból maradt ránk, a kuruc korban ábrázolják először. Népi hangszerként főként az Alföld középső és déli részén használták, parasztmulatságok, lakodalmak hangszereként. Dallamát gyakran erősítették föl klarinéttal is.
Ma reneszánszát éli, historikus hangszerként hasonló megbecsülés övezi ezt az érdekes, régi hangszert, mint fénykorában, mikor fejedelmek udvaraiban játszottak rajta. Ebben nagy szerepe volt Sebő Ferencnek, Mandel Róbertnek vagy a Magyar Tekerőzenekar alapítóinak is, akik elkezdték alaposan összeszedni a tekerőmuzsika átörökítésének módszerét gyűjtésekkel (Bartha Z. Ágoston, aki Sebő Ferenc hatására kezdett el a tekerővel foglalkozni), csoportos oktatással (Havasréti Pál), hangszerkészítéssel (Szerényi Béla, Nagy Balázs, Mandel Róbert). Ennek eredményeként egy országosan kiterjedt iskolai hálózat, magas színvonalú fesztiválélet és egy szemléletben megújult előadóművészeti gyakorlat született.

## A magyar tekerő
A tekerő magyarországi elterjedtsége, múltja, alaposan felkutatott néphagyománya európai viszonylatban is kiemelkedő. A kutatások jelenlegi állása szerint Ausztria, a Felvidék, Dunántúl és néhány terület szórvány adatain kívül a Dél-Alföld teljes egészén jelen volt ez a típus. Formavilága ugyan hasonlít a középkor németalföldi tekerőire, de alapvető szerkezeti elemeiben mindenképp egyedi. Jellegzetesen kicsi a kerék átmérője (12–14 cm), a hajtókar tengelytávolsága (5–6 cm), a kottaház szokatlanul széles, és az összes húrt magába foglalja. A recsegő szerkezet eltérő nyugati típusoktól. A magyar népzenei gyakorlatban erősebb, pontosabb ritmusra volt szükség, így ennek megfelelően fejlesztették ki a magyar tekerőkre jellemző szerkezetet.
A 17. században már a hajdúsági Lantos család nemesi címerében is megjelenik egy tekerőlant, de ennek formája a nyugati típust mutatja és nem egyértelmű, hogy egyáltalán használták-e ezt a hangszert abban az időben. Az 1940-es évekre már csak Szentes környékén és a Csepel-szigeten volt megtalálható. Már csak néhány koldus volt ismert, aki tekerővel járta a belvárosi házakat, piacokat.
A szájhagyomány szerint elég sok hangszerkészítő élt Szentes és környékén. Finom szerkezete miatt a tekerő nem tartozott az olcsó hangszerek közé. A századforduló körül darabjáért 12–15 forintot vagy két mázsa búzát fizettek.
Bevett szokás volt leánynéven becézni a hangszert, és gyakran „no tekerje meg a Bözsikét” felszólítással kezdték a mulatságot. Kocsmai alkalmakkor 20-25 forintot is megkeresett a játékos. Lakodalomban két forint volt a bér, meg egy tyúk. Amikor a duda még kedvelt hangszer volt a Dél-Alföldön is, néha duda–klarinét–tekerő összeállításban is játszottak. A legelterjedtebb használata a kisebb méretű, Esz klarinéttal együtt terjedt el a Dél-Alföldön, ami a mai napig kedvelt hangzásnak számít.

## Felépítése

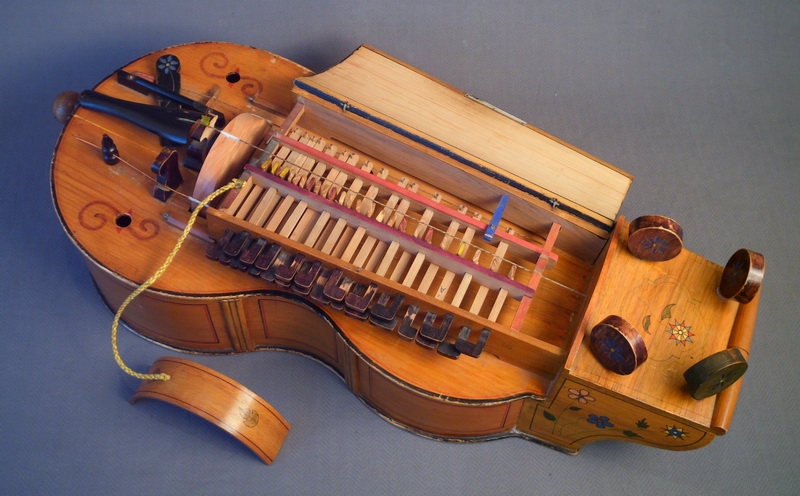
Magyar tekerőlant – készítette Bársony Mihály

A tekerő dallamhúrját és kísérőhúrjait a játékos a begyantázott fakorongot forgatva egyidejűleg hozza rezgésbe, miközben bal kezével a billentyűket benyomva, az érintőket („kottákat”) a húrhoz nyomva – annak hosszát, és ezzel hangmagasságát változtatva – játssza a dallamot. Jellegzetes hangzást adnak az állandóan megszólaló kísérőhúrok (burdonhúrok), és a tekerőlant sajátos ritmushangjai, a reccsentő hangok is, melyek által a zenei hangsúlyozás, a dallam ritmusa is kiemelhető.
Teste csellóhoz, vagy lanthoz hasonló, hossza általában 75 cm, legnagyobb szélessége 35 cm, legnagyobb magassága 21 cm körül van. Három húrjának neve: „prím”, „recsegő” és „bőgő”. Fő részei: test (dob), kulcsszekrény és kottaház. A kerék forgatása jobb kézzel a hangszer szélesebb végén elhelyezett karral történik. A kereket ugyanúgy gyantázni kell, mint a hegedű vonóját. A hangszer másik végén a „fej”-ben általában négy húr hangolására alkalmas kulcs található. A húrok fölé épített szögletes fadoboz, a „kottaház” oldalán kétsoros kromatikus billentyűzet van, ennek segítségével lehet a dallamhúr rezgő hosszúságát a fogólapos hangszereknél ismert módon megváltoztatni, dallamot létrehozni.
A magyar tekerőkészítők őshonos magyar gyümölcsfákból (leginkább cseresznye, dió és körte) és fenyőből építették a hangszereiket. A tekerő húrjai bélből készültek. A tekerő kereke általában vadkörtéből készülhet, mert – ahogy az öreg muzsikusok és tekerőkészítők mondták – „az jól tartja a gyantát” (ugyanis a tekerő kerekét ugyanúgy gyantázni kell, mint a hegedű vonóját). Mikor forog a kerék, hozzáérnek a húrok, így a kerék felszíne kissé felmelegszik. A kerék felszínén lévő vékony gyantaréteg a felmelegedett fa pórusaiba beleszívódik, így onnantól kezdve a fa fokozatosan adja vissza a beszívódott gyantát. Ezért Magyarországon általában vadkörtéből, míg Európa más tájain gyümölcsfából vagy egzótákból készítik a kerék húrral érintkező felületét.

## Hanghordozón publikált hangfelvételek
- Pátria – Magyar népzenei gramofonfelvételek CD-ROM. Fonó Budai Zeneház FA-500-33
- Bársony Mihály Archív Felvételei. Szerkesztette Szerényi Béla. Téka Alapítvány, 2001. TVM 115
- Padkaporos Bál. Szerkesztette Szerényi Béla. Téka Alapítvány, 2005. TVM 121
- Magyar Tekerőzenekar: Kertünk alatt. Adyton. 1995, Fonó Records. Adyton E01
- Magyar Tekerőzenekar: Vitézek az végeknél. Periferic Records. 2000. BGGD 083
- Szerényi Béla – Kóta Judit (Bokros zenekar):Túl a Tiszán. Fonó Records, 1996. FA 010-2
- Bokros Zenekar: Szent Gellért legendája. periferic Records, 1999. BGGD 036
- Középkori, reneszánsz és barokk zene a Mandel Quartet repertoárjából. AKKORD ZENEI KIADÓ KFT 2015
- Mandel Róbert: East European Hurdy-gurdy Music. Hungaroton 1983
- Sebő Ferenc: Sebő Együttes – 1975 MHV 1975, SLPX 17482